# Tienschan-Laubsänger

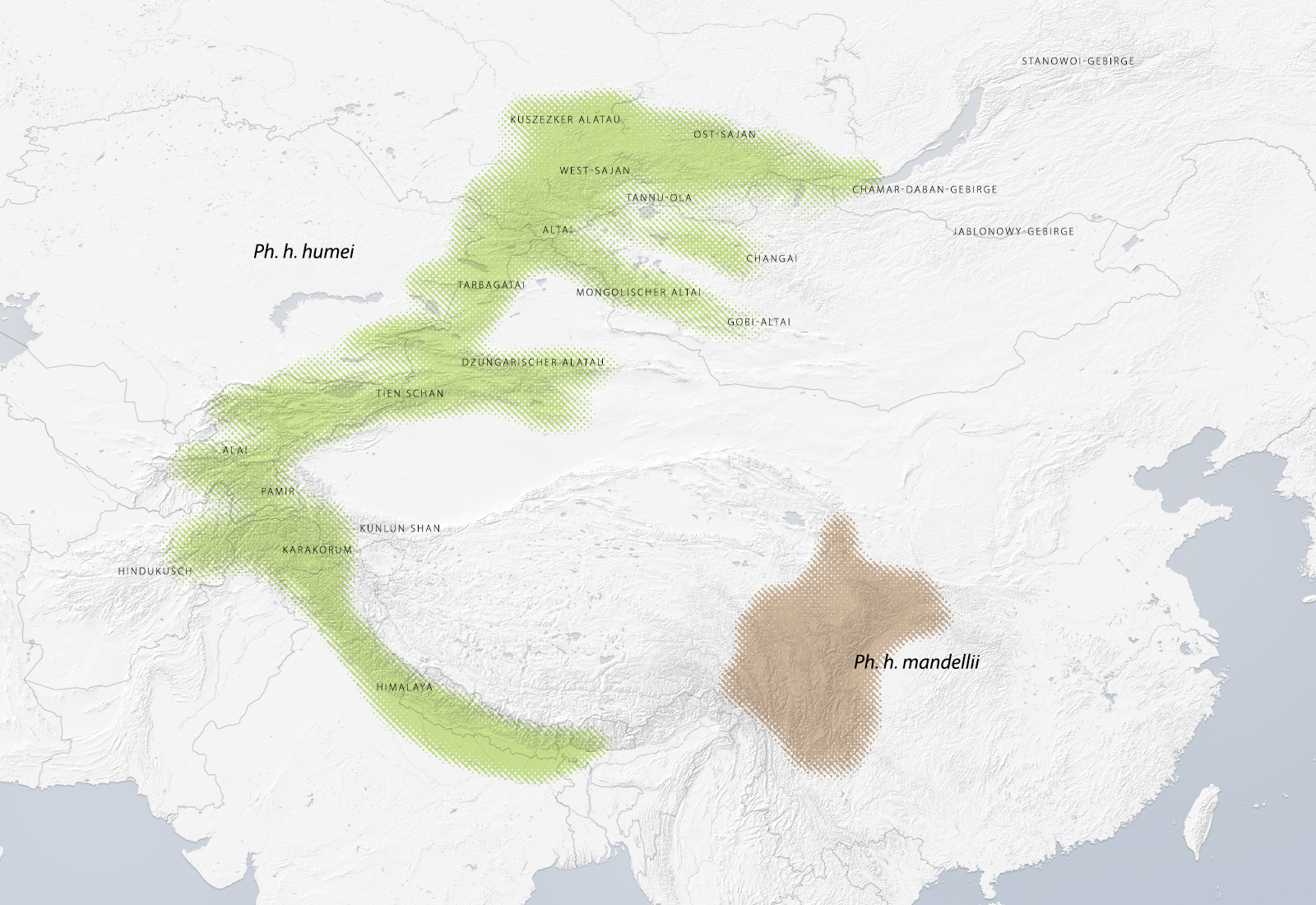
Brutverbreitung des Tienschan-Laubsängers

Der Tienschan-Laubsänger (Phylloscopus humei) ist eine Singvogelart aus der Familie der Laubsängerartigen (Phylloscopidae), die in Mittelasien beheimatet ist.
Das Artepitheton humei im wissenschaftlichen Namen ehrt den Ornithologen und Politiker Allan Octavian Hume, der sich besonders um die Vogelwelt Indiens verdient machte.

## Beschreibung
Der Tienschan-Laubsänger zählt zu den mittelgroßen Laubsängern und ist mit 10–11 cm Körperlänge knapp größer als ein Sommergoldhähnchen. Er ist schlank und sehr lebhaft mit feinem Schnabel, auffälligem Überaugenstreif und hellen Flügelbinden. Der Schnabel ist dunkel hornbraun mit fleischfarbener oder hell hornbrauner Basis. Die Iris ist braun. Beine und Füße sind gräulich-olivbraun bis dunkel hornbraun und bisweilen etwas orange getönt.
Die Art ähnelt stark dem Gelbbrauen-Laubsänger (Phylloscopus inornatus), als dessen Unterart sie auch lange betrachtet wurde, ist aber weniger kräftig gezeichnet als dieser. Der Scheitel ist mehr bräunlich, ein heller Scheitelstreif auf dem hinteren Oberkopf fehlt oder ist allenfalls angedeutet. Die Oberseite ist mehr graugrün. Der beige Überaugenstreif reicht meist nicht so weit in den Nacken, der Augenstreif ist dunkel. Die rahmweiße Unterseite ist an Kehle, Wangen, Brust und Flanken verwaschen beige oder in frischem Gefieder gelblich bis grünlich getönt. Die Spitzen der Mittleren und Großen Armdecken sind hell gelblich-beige und formen zwei Flügelbinden, von denen die vordere (an den Mittleren Armdecken) etwas verwaschener ist. Die auffälligere Flügelbinde ist meist weniger deutlich gelb als beim Gelbbrauen-Laubsänger. Die Schwingen sind mattbraun mit hellgelblichen Säumen und prominenten rahmfarbenen bis weißen Spitzensäumen auf den Schirmfedern.
Die Geschlechter unterscheiden sich nicht. Vögel im Jugendkleid sind oberseits mehr braun mit beigen Flügelbinden; Überaugenstreif und Unterseite sind schmutzig weiß.

## Stimme
Gesang und Rufe sind die beste Unterscheidungsmöglichkeit gegenüber dem Gelbbrauen-Laubsänger. Der Artstatus wird unter anderem durch dieses Merkmal begründet.
Der typische Ruf ist ein zweisilbiges dsu-witt, das an den Ruf einer Bachstelze erinnert, aber auch sperlingsähnlich wirken kann. Eine Variante ist ein abfallendes wi-siu.
Es gibt zwei Formen von Gesang. Die häufigere ist ein unregelmäßig wiederholtes, raues und herabgezogenes bzieeeeeoouu, das stark an den Flugruf der Rotdrossel erinnert. Der Alternativgesang besteht aus dem beständigen Wiederholen des Rufes.

## Verbreitung
Das Verbreitungsgebiet des Tienschan-Laubsängers liegt überwiegend in der östlichen Paläarktis und reicht ein Stück in die Orientalis hinein. In Nepal kommt die Art nördlich der Hauptkette des Himalaya vor. Von Garhwal und Himachal Pradesh in Indien reicht das Areal über den Norden Pakistans bis in den westlichen Hindukusch im Nordosten Afghanistans, nördlich zieht es sich durch Pamir, Alai, Tien Shan, den Dsungarischen Alatau und den Tarbagatai bis in den Altai und reicht dabei durch die Länder Tadschikistan und Kirgisistan, den Süden Kasachstans, den Norden von Xinjiang in China sowie bis in die Mongolei und nach Süd-Russland. Dort reichen die Vorkommen ostwärts über den Mongolischen Altai bis in den Gobi-Altai und weiter nördlich bis in den Changai sowie durch das Tannu-ola-Gebirge. Westwärts kommt die Art in Russland bis zum Salairrücken vor und ostwärts über den Kusnezker Alatau, den Westsajan und den Ostsajan bis an den Baikalsee.
In Russland und der Mongolei stößt das Areal an das des Gelbbrauen-Laubsängers. Während die beiden Arten im Changai nicht miteinander in Berührung kommen, gibt es im Westen des Tannu-Ola-Gebirges und östlich des Chöwsgöl Nuur sympatrische Vorkommen. Die genaue Überschneidung der beiden Verbreitungsgebiete ist noch unzureichend erfasst.
Das disjunkte Verbreitungsgebiet der Unterart Ph. h. mandellii liegt in Mittel-China. Es reicht vom östlichen Qinghai bis nach Shaanxi und südwärts bis in den Norden Yunnans.

## Geografische Variation
Es werden zwei Unterarten beschrieben, von denen die östliche Form Ph. h. mandellii am Scheitel mehr grau und sonst oberseits insgesamt matter, aber mehr braun gefärbt ist. Die vordere Flügelbinde ist sehr viel undeutlicher. Die Säume und Spitzen der Schirmfedern sind mehr grünlich, der Überaugenstreif und die Unterseite sind matt gelblich-weiß.
- Ph. h. humei (W. E. Brooks, 1878) – Mittelasiatische Gebirge vom mittleren Südrussland bis Nordost-Afghanistan und zum Himalaya (Nordindien und Nepal)
- Ph. h. mandellii (W. E. Brooks, 1879) – mittleres China

## Lebensraum
Der Tienschan-Laubsänger besiedelt lichte oder teilweise offene Bergwälder der montanen und subalpinen Stufe. Meist ist er in Nadelwäldern aus Fichten, Tannen oder Kiefern zu finden; im Nordosten des Verbreitungsgebiets auch in Lärchenwäldern. Häufig sind dies Mischbestände – teils mit eingestreuten Laubhölzern. Selten werden auch reine Laubwälder angenommen. Steile Hangstandorte mit besonnten Lichtungen und niedrigwüchsige Stadien der Waldverjüngung werden bevorzugt.
Oft brütet die Art auch noch oberhalb der Baumgrenze in subalpinen Gebüschen, Birkengehölzen, Krummholz und Rhododendrondickichten und lokal werden vorwiegend solche Habitate bewohnt. In trockenen Regionen findet sich der Tienschan-Laubsänger in Wacholderbeständen sowie in Bachtälern mit Weiden-, Berberitzen- und  Sanddorngebüschen.
Die Höhenverbreitung liegt im Norden der Verbreitung meist zwischen 1000 und 2500 m, weiter südlich zwischen 2000 und 3500 m und in Süd-Kaschmir und Nepal etwa zwischen 3300 und fast 4000 m.
Auf dem Zug oder im Winter ist die Art in einer Vielzahl von baumbestandenen Habitaten wie trockenen Laubwäldern, Gärten, Feldgehölzen oder Obstplantagen zu finden.